# Fire◎Flower
「Fire◎Flower」（ファイアフラワー）は、日本のボカロP・halyosy（森晴義）制作のVOCALOID楽曲。2008年8月2日に発表され、ボーカルシンセサイザー・鏡音レンが歌唱する。

## 概要
2008年8月2日にニコニコ動画、翌8月3日にYouTubeへと投稿され、ニコニコ動画上では296万回以上、YouTube上では2021年1月現在235万回以上再生されている、halyosyこと森晴義が作詞・作曲を、わかながイラストを、isこと中村博が編曲を、thatこと笹原翔太が動画を担当して作られた鏡音レンをボーカルとする楽曲である。
同曲は、「夏」「花火」「恋」などといったものをテーマとして男の子の切なくて甘い恋心を歌い上げた楽曲となっている。
同曲は3人によるバンド「absorb」によってカバーされている。
同曲は、『EXIT TUNES PRESENTS Vocalonation feat.初音ミク』『初音ミク Project DIVA MEGA39’s 10th アニバーサリーコレクション』『we walk abreast』などのアルバムに収録されている他、『初音ミク -Project DIVA-』『初音ミク Project DIVA MEGA39’s』などのリズムゲームにも収録されている。
2011年5月に行われた「ニコニコ大会議 in 台湾」においてはフィナーレを飾った曲でもある。
2020年8月には、NHKの番組「沼にハマってきいてみた」が行ったアンケートの「ひと夏の恋...切なくて泣ける曲」部門で1位を獲得している。

## 小説
2013年にボカロ小説『桜ノ雨』シリーズの番外編として「花火」をモチーフにした同曲が『Fire◎Flower 十人十色に輝いた日々』という名前で、halyosy原作・原案のもとで、雨宮ひとみによって出版された。2015年には続編となる小説『Fire◎Flower 君を好きでいられて良かった』が出版されている。
| 出版年月  | タイトル                                   | 著者など                         | ISBN          |
| --------- | ------------------------------------------ | -------------------------------- | ------------- |
| 2013年9月 | Fire◎Flower : 十人十色に輝いた日々         | halyosy 原作・原案 雨宮ひとみ 著 | 9784569813127 |
| 2015年3月 | Fire◎Flower [2] 君を好きでいられて良かった | halyosy 原作・原案 雨宮ひとみ 著 | 9784569823799 |